# Euzhan Palcy
Euzhan Palcy (Martinica, Antillas francesas, 13 de enero de 1958) es una directora, guionista y productora de cine. Sus películas exploran temas de raza, género y política, con énfasis en los efectos perpetuados del colonialismo. El primer largometraje de Palcy, Sugar Cane Alley (1983), recibió numerosos premios, incluido el Premio César a la Mejor Ópera Prima. En 1989, dirigió A Dry White Season (1989), convirtiéndose en la primera directora negra en tener una película producida por un importante estudio de Hollywood, siendo MGM.
Desde entonces ha pasado a dirigir documentales y proyectos televisivos como Aimé Césaire, A Voice For History (1994). Luego dirigió un episodio de El maravilloso mundo de Disney titulado Ruby Bridges (1998) basado en la persona del mismo nombre. Luego dirigió la película para televisión The Killing Yard (2001) basada en los hechos reales que rodearon el levantamiento de la prisión de Attica en 1971. Palcy también dirigió el documental El viaje de los disidentes (2005), que cuenta la historia de los hombres y mujeres de Martinica y Guadalupe que abandonaron sus islas entre 1940 y 1943, y la histórica miniserie de televisión épica Las novias de la isla de Borbón (2007).
A lo largo de su carrera, ha explorado varios géneros. Se convirtió en la primera directora negra en ganar un Premio César y el León de Plata del Festival de Cine de Venecia, ambos por Sugar Cane Alley (1983).

## Primeros años y educación
Euzhan Palcy nació en Martinica en las Antillas francesas. Palcy creció estudiando las películas de Fritz Lang, Alfred Hitchcock, Billy Wilder y Orson Welles.[cita requerida] Decidió a la temprana edad de diez años convertirse en cineasta, en gran parte debido a las representaciones imprecisas de los negros en el cine y la televisión, y su deseo de una representación más precisa. Euzhan fue a la universidad en su hogar en Martinica y finalmente encontró trabajo en una cadena de televisión local. Cuando era adolescente, su éxito como poeta y compositora hizo que le pidieran que hiciera un programa semanal de poesía en la televisión local. Fue allí donde escribió y dirigió el cortometraje La Messagère, y comenzó su carrera cinematográfica. El drama, que se centra en la relación entre una niña y su abuela, y que explora la vida de los trabajadores en una plantación de banano, fue la primera producción antillana montada en Martinica.
Se fue a París en 1975 para obtener una maestría en literatura francesa, en teatro, en la Sorbona, un DEA en Arte y Arqueología y una licenciatura en cine (especialización en cinematografía) del renombrado La École nationale supérieure Louis-Lumière. Palcy pronto comenzó una adaptación cinematográfica de la novela La Rue Cases-Nègres de Joseph Zobel, una novela semiautobiográfica que explora la lucha por el cambio con las variables relaciones raciales. Palcy afirma: “Descubrí la novela cuando tenía catorce años. Era la primera vez que leía una novela de un negro, un negro de mi país, un negro que hablaba de los pobres”. A medida que se familiarizaba con miembros de la comunidad cinematográfica francesa, Palcy recibió el apoyo del cineasta François Truffaut y su colaboradora Suzanne Shiffman.[cita requerida] En 1982, el gobierno francés proporcionó financiación parcial para la película.[cita requerida]

## Carrera

### Trabajo temprano
Fue en París, con el apoyo de su "padrino francés", François Truffaut[cita requerida] que pudo armar su primer largometraje, Sugar Cane Alley (1983).[cita requerida] Filmada por menos de 1000000$, documenta la vida en una plantación de caña de azúcar de Martinica en la década de 1930 a través de los ojos de un niño. Callejón de la Caña de Azúcar ganó más de 17 premios internacionales[cita requerida], incluido el León de Plata del Festival de Cine de Venecia, así como la Coppa Volpi ( Copa Volpi) a la Mejor Actriz Principal (Darling Legitimus).[cita requerida] También ganó el prestigioso premio César (el equivalente francés a un premio de la Academia) a la mejor ópera prima. Entre los primeros, ganó el Premio Especial del Jurado en el Festival Internacional de Cine Worldfest-Houston y el primer Premio del Público en Fespaco : el festival de cine más grande de África.[cita requerida] Después de ver el trabajo de Palcy, Robert Redford la seleccionó para asistir al Laboratorio de directores de Sundance de 1984 (Instituto de Sundance), convirtiéndose en su "padrino estadounidense".[cita requerida]

### A Dry White Season
En 1989, Euzhan Palcy escribió y dirigió A Dry White Season, una película dramática estadounidense protagonizada por Donald Sutherland, Jürgen Prochnow, Marlon Brando, Janet Suzman, Zakes Mokae y Susan Sarandon. Fue escrito por Colin Welland y Palcy, basado en la novela A Dry White Season de André Brink. Está ambientada en Sudáfrica en 1976 y trata el tema del apartheid. También es la única cineasta que ha dirigido a Marlon Brando, a quien trajo de vuelta a la pantalla después de un lapso de nueve años.
Impresionado por el compromiso de Palcy con el cambio social, Marlon Brando salió de su retiro y aceptó actuar en A Dry White Season (1989) de forma gratuita. Palcy también fue el primer director negro en dirigir a un actor a una nominación al Oscar. La historia se centra en los movimientos sociales de Sudáfrica y los disturbios de Soweto, y fue anunciada por poner la política del apartheid en términos humanos significativos. A Palcy le apasionaba tanto crear una historia precisa que representara la realidad del apartheid que arriesgó su vida viajando de incógnito a Sudáfrica. Para investigar los disturbios, el Dr. Motlana (médico personal de Nelson Mandela y Desmond Tutu) la presentó a la gente del municipio de Soweto, mientras eludía a los servicios secretos sudafricanos haciéndose pasar por una artista de grabación.
Palcy se convirtió en la primera directora negra producida por un importante estudio de Hollywood y es la única cineasta negra que logró hacer en Estados Unidos una película narrativa contra el apartheid en la gran pantalla durante los 27 años del encarcelamiento de Nelson Mandela.[cita requerida] El difunto senador Ted Kennedy apoyó al cineasta.[cita requerida] La actuación de Brando en la película le valió su octava y última nominación al Premio de la Academia como Mejor Actor de Reparto y recibió el Premio al Mejor Actor en el Festival de Cine de Tokio.[cita requerida] Por su destacado logro cinematográfico, Palcy recibió el "Premio Orson Welles" en Los Ángeles.[cita requerida] Para el primer aniversario de su elección, Mandela recibió a Euzhan Palcy en Sudáfrica y le concedió una entrevista exclusiva que aún no se ha descubierto.[cita requerida]
En 1992, Palcy se alejó del tema serio de sus películas anteriores para mostrar el espíritu y la vitalidad de su Martinica natal con Simeon (1992), un cuento de hadas cómico musical ambientado en el Caribe y París. Permaneció en Francia para crear su primer largometraje documental en tres partes, Aimé Césaire, A Voice For History (1994) sobre el famoso poeta, dramaturgo y filósofo martiniqués.
Luego trabajó para Disney/ABC Studios, dirigiendo y produciendo un episodio de El maravilloso mundo de Disney titulado Ruby Bridges (1998), la historia de Ruby Bridges, la niña de Nueva Orleans que fue la primera en integrar las escuelas públicas, inmortalizada en la pintura de Norman Rockwell. El presidente Bill Clinton y el presidente de Disney, Michael Eisner, presentaron la película desde la Casa Blanca al público estadounidense.[cita requerida] La película de Palcy ganó cuatro premios, incluidos los Premios Christopher, el Premio Humanitas, la Red Nacional de Medios Educativos Gold Apple y el premio a la mejor interpretación Actriz joven Premios Artistas Jóvenes.[cita requerida] Para Paramount/Showtime Studios, Palcy dirigió The Killing Yard (2001), protagonizada por Alan Alda y Morris Chestnut. El drama se basa en los hechos reales que rodearon el motín en la prisión de Attica en 1971, que tuvo un impacto indeleble en el sistema penitenciario estadounidense y el proceso del jurado. La película ganó el premio Silver Gavel de la American Bar Association.[cita requerida]

### Carrera posterior
En 2005 Palcy volvió al documental para dirigir Parcours de Dissidents ("El viaje de los disidentes"), narrado por Gérard Depardieu. La película cuenta la historia olvidada de los “disidentes”, los hombres y mujeres de Martinica y Guadalupe que abandonaron sus islas entre 1940 y 1943. En 2007, Palcy escribió y dirigió Les Mariées de l'isles Bourbon (Las novias de la isla de Borbón) (2007), una aventura épica histórica romántica.
El impulso de Palcy por la vida y la compasión por la humanidad inspiran todos y cada uno de los proyectos en los que está involucrada. Su pasión se extiende a todas las áreas del léxico cinematográfico para incluir los géneros de animación, suspenso, comedia y acción. Para Fox Studios, Palcy desarrolló una película animada, actualmente titulada Katoumbaza. Está desarrollando activamente un largometraje, sobre Bessie Coleman, para el que grabó el último testigo del primer viaje de una aviadora afroamericana en Francia.[cita requerida], y una comedia de acción ambientada en Los Ángeles y París. Palcy ha elegido Teaching Toots, una comedia dramática sobre el analfabetismo, un proyecto cercano a su corazón, como su próxima película para coproducir y dirigir. Su interés por el trabajo humanitario y el apoyo a las generaciones más jóvenes es conocido desde hace años. Su última producción ha sido Moly, un cortometraje biográfico sobre el joven cineasta senegalés discapacitado cojo Moly Kane.

## Estilo y temas
El entorno geográfico varía de un proyecto a otro, pero el enfoque de Palcy en la cultura negra permanece constante. Sus películas enfatizan los temas y problemas que son continuos a través del espacio físico que separa a Martinica de Francia, de Sudáfrica, de América.
Las dos películas de Euzhan Palcy Rue cases negres / Sugar Cane Alley (1983) y A Dry White Season (1989) comparten un conjunto de equivalencias temáticas que representan perspectivas poscoloniales sobre las identidades y experiencias panafricanas. En ambos casos, las películas se centran en las experiencias de las comunidades negras y las atrocidades que han sufrido a manos de sus esclavizadores u opresores".
Palcy a menudo utiliza actores no profesionales en sus películas y trabaja con ellos para garantizar que se mantenga una sensación de autenticidad. En Sugar Cane Alley, muchos actores eran trabajadores reales de la plantación de caña de azúcar, y Palcy los hizo vivir en el set durante dos meses antes de la fecha de rodaje. Palcy explica: “Hicimos la filmación en medio de una plantación de caña de azúcar, construimos ese set, así que le pedí a la gente de alrededor, a los trabajadores de la caña de azúcar, que trajeran sus cerdos, su ganado, que trajeran todo allí, y les pedí a todos vivir en la casa de la plantación. Entonces, con dos meses de anticipación, estaban allí todos los días. Estaban allí divirtiéndose haciendo barbacoas, jugando”.
En A Dry White Season, Palcy quería que personas de Sudáfrica que realmente vivían en el apartheid actuaran en estas escenas. Sin embargo, para que la gente de Sudáfrica entrara en Zimbabue, hubo que sortear muchos obstáculos legales, ya que a los sudafricanos no se les permitía cruzar a su país vecino con métodos convencionales.[cita requerida] Palcy decidió hacer un esfuerzo adicional para llevar al elenco de Sudáfrica a Londres con una visa de "artista", y luego volar al elenco a Zimbabue. Palcy explica la dificultad: “No podíamos dejar entrar a ningún periodista debido a todos los actores sudafricanos que teníamos, tuvimos que hacerlos ir a Inglaterra, sacarlos de Inglaterra, traerlos de regreso a Zimbabue, porque los sudafricanos negros no tenían derecho a tener un pasaporte, así que para obtener un pasaporte tenías que ser artista… Dijeron que tenían un trato para estar en una obra de teatro, así fue como obtuvieron sus pasaportes”.

## Filmografía

### Directora
| Año  | Título               | Nota                                                             |
| ---- | -------------------- | ---------------------------------------------------------------- |
| 1979 | Oh Madiana           |                                                                  |
| 1982 | El taller del diablo | Cortometraje                                                     |
| 1982 | Bourg-la-folie       |                                                                  |
| 1983 | Rue cases negres     | Ganadora de un César y León de Plata a la mejor primera película |
| 1984 | Dionisos             |                                                                  |
| 1989 | A Dry White Season   | Película con Marlon Brando                                       |
| 1992 | ¿Como son los niños? | Documental; segmento: "Hassane"                                  |
| 1992 | Simeón               | Musical                                                          |
| 2009 | Zachry               | Cortometraje                                                     |
| 2011 | Molly                | Cortometraje                                                     |

### Televisión
| Año  | Título                                 | Nota                          |
| ---- | -------------------------------------- | ----------------------------- |
| 1975 | El mensajero                           | Película de televisión        |
| 1994 | Aimé Césaire: una voz para la historia | Serie documental; 3 episodios |
| 1998 | El maravilloso mundo de Disney         | Episodio: "Ruby Bridges"      |
| 2001 | El patio de la matanza                 | Película de televisión        |
| 2006 | Recorrido de disidentes                | Documental de televisión      |
| 2007 | Las novias de la isla de Borbón        | 2 episodios                   |

## Premios y nominaciones
- 1983: Festival de Venecia, León de Plata, Mejor ópera prima por Rue cases nègres
- 1983: Festival de Cine de Venecia, Premio UNICEF por Rue cases nègres
- 1983: Festival de Venecia, Premio OCIC por Rue cases nègres
- 1983: Festival de Venecia, León de Oro (nominado) por Rue cases nègres
- 1984: Premios César, César, Mejor ópera prima (Meilleure première oeuvre) por Rue cases nègres
- 1989: Festival Internacional de Cine de Tokio, Gran Premio de Tokio (nominado) por A Dry White Season
- 1990: Coalición Nacional de 100 Mujeres Negras, Premio Candace por Pioneros[10]
- 2001: Festival de Cannes, Premio Sojourner Truth
- 2013: Premio de Honor de Cine Mundial Henri Langlois
- 2002: Premio Silver Gavel de la American Bar Association por The Killing Yard
- 2013: Selección oficial de Cannes Classics para Simeon
- 2016: Premio de Reconocimiento Internacional Sabela (Premio Honorífico de Sudáfrica)
- 2019: Premio pionero del Festival de Cine Negro de Montreal
- 2022: Premio Óscar honorífico

## Legado y reconocimiento
- 1984: Primera mujer y primera directora negra ganador de un premio César
- 1989: Revista Glamour, 10 mujeres más inspiradoras
- 1994: Beca John Guggenheim para las artes creativas
- 1995: Caballero de la Orden Nacional del Mérito
- 2000: Recibió el premio Sojourner Truth en el Festival de Cine de Cannes de 2001.
- 2004: Orden Nacional de la Legión de Honor. Palcy es ciudadano de honor de Nueva York, Atlanta, Nueva Orleans y Sarasota, Florida.
- 2009: Recibió el premio Unita Blackwell en Las Vegas por el 35 aniversario de la Conferencia Nacional de Alcaldes Negros.
- 2011: Homenaje a Euzhan Palcy en el Festival de Cine de Cannes
- 2013: Primera mujer Presidenta del Gran Jurado de Fespaco
- 2015: Homenaje a Euzhan Palcy por la American Cinematheque
- 2021: Embajador 'Share Her Journey' del Festival Internacional de Cine de Toronto